# 조희팔
조희팔(曹喜八, 1957년 3월 15일 ~ 2011년 12월 19일)은 대한민국의 사기 범죄자이다. 대한민국 역사상 가장 큰 규모의 피라미드 사기 사건의 용의자이다. 경상북도 영천군(현 영천시) 출신이다.
경찰 추산으로는 5조 원의 피해액에 7만 명의 피해자가 있으며, 자살한 피해자만도 30여 명에 이르는 것으로 알려져 있다. 피해자 단체 <바른가정경제실천을 위한 시민연대>(바실련, 대표 김상전)는 조희팔의 사기 행각으로 발생한 피해액이 8조 원에 이르며, 조희팔은 피해 금액 중 적어도 2조 원 이상 챙겼을 것으로 보고 있다. 피해자 단체 바실련은 피해구제를 위해 범죄수익금환수를 위한 일부 개정안(가칭 바실련법) 추진을 위해 투쟁중이다. 2008년 11월 수배되었으나 같은해 12월 태안군 안면도 마검포항에서 중국으로 밀항하였다. 밀항 이후 중국에서 조영복이라는 가명으로 활동한 것으로 알려졌다, 2011년 12월 19일 유가족들이 중국에서 장례식을 치르는 모습의 동영상과 사망진단서를 공개해 사망했다고 알려왔으나 이 역시 확실치 않다.

## 검찰 경찰 유착 의혹
- 조희팔은 2008년 10월 대구지방경찰청 수사과장 권혁우 총경에게 수표를 건넨 것으로 드러났다.[17] 그는 조희팔에게 조희팔이 투자하려는 회사에 돈을 대신 전달했다고 진술하였다.[18] 그는 검거될 경우 조희팔 사건을 수사하는 주체가 되는 위치에 있었기 때문에, 전보 조치되었다.
- 조희팔의 밀항에 해경 경찰관과 유착 관계가 있었다는 의혹이 있다.[19] 해경은 이에 대해 감찰을 진행하였다.[20] 2009년 1월 태안해양경찰서장은 그의 밀항을 막지 못한 책임을 지고 직위해제되었지만 넉 달만에 복귀하여 2015년 10월 현재 강원지역 해경서장으로 근무 중인 것으로 보도되었다.[21]
- 조희팔을 중국에서 만난 대구지방경찰청 소속 정 모 경사가 검거하기는커녕 골프와 술 접대를 받은 혐의로 2012년 9월 구속영장이 청구됐다.[22]
- 2012년 11월 15일 - 조희팔로부터 2억 7천만원 뇌물을 받은 서울고검 김광준(51) 검사(부장검사급)에 대해 특정범죄가중처벌법상 뇌물수수 등 혐의로 사전구속영장이 청구되었다
- 2015년 1월 7일 - 조희팔 측근으로부터 10억 뇌물을 받은 대구지검 서부지청 총무과장(검찰 서기관) 오모(54)씨에 대해 특정범죄가중처벌법상 뇌물수수 등 혐으로 구속기소 되었다.

추가 정보: 2008년 5월부터 5년 동안 조희팔의 범죄수익 등 760억원을 은닉한 고철무역업자 현(52·구속)씨 등 사건 관계자들로부터 수사 무마 청탁을 받고 수십 차례에 걸쳐 15억7000만원을 수수
이에 따라 검찰은 오씨에게 돈을 건넨 고철무역업자 현씨에 대해서도 뇌물공여 혐의를 적용해 추가 기소했다.
오씨는 또 2008년 12월말부터 3개월가량 레미콘업체 대표이사 정모(47·구속)씨로부터 회사에 대한 수사를 무마해달라는 청탁을 받고 2억2000여만원 상당을 받아 챙긴 혐의도 받고 있다.

## 미디어
- 시사인에서는 2008년 12월 5일 65호에서 '제이유 주수도 뺨치는 조희팔의 금융 다단계'라는 제목으로, 다음해 3월 9일 '조희팔 밀항 해경은 진짜 몰랐나'라는 제목으로 다루었다.[23]
- MBC PD수첩에서는 2008년 12월 9일 조희팔의 범죄를 다루었다.
- SBS 그것이 알고싶다에서는 2009년 2월 28일, 2015년 10월 10일 조희팔의 범죄를 다루었다.[24]
- KBS 시사기획 창에서는 2012년 11월 20일 '조희팔이 살아있다.' 편에서 조희팔의 생존 정황 확인과 권력형 비호의혹, 조희팔 채권단의 비리와 횡령, 피해자 모임과 근황등에 관하여 다루었다.[25]
- TV조선 박근형의 추적자 9회 에서는 2013년 4월 6일 '8조원 사기꾼 조희팔의 사망 미스터리' 편에서 조희팔의 최근 국내 목격자 인터뷰와 채권단과 조희팔의 관계, 채권단의 각종 비리 의혹, 조희팔 피해자 모임과 근황등에 관하여 다루었다.[26]

## 사망 의혹
2012년 5월 조희팔이 중국에서 2011년 12월 19일에 사망했다는 소식이 전해졌다. 조희팔은 중화인민공화국에 밀항했을 당시부터 조선족 조영복이라는 가명을 사용하여 호구를 발급받아 사용하였다. 한편, 조희팔의 장례는 유족이 동영상을 촬영하였다. 이에 대한민국 경찰은 화장된 유골의 DNA를 확인하여 사망여부를 조사하겠다고 밝혔다. 그러나 감식 불가라는 결론을 받았다. 2012년 9월 12일 조희팔을 목격했다는 제보가 나옴에 따라 한국 검찰이 중화인민공화국 공안에 생사확인요청을 했다. 2013년 4월 6일 TV조선 박근형의 추적자 9회 방송에서 국내서 조희팔을 목격했다는 제보자의 인터뷰가 보도되었다. 2016년 6월 28일 대한민국 검찰은 조희팔이 2011년에 죽은 것으로 보인다며 공소권없음 처분했다.

## 관련 영화
- 2016년:마스터(이병헌)
- 2017년:쇠파리(이경영)
- 2017년:꾼(현빈)

## 드라마
- 미세스캅 2
- 미끼(허성태)

## 같이 보기
- 주수도 (JU그룹 다단계 사기범)
- 이희진